# Yelena Lebedenko

Yelena Lebedenko (en russe : Елена Владимировна Лебеденко), née le 16 janvier 1971 à Moscou est une athlète russe spécialiste des épreuves combinées et du triple saut.

## Biographie
En 1995, elle termine dix-huitième de l'heptathlon avec 5920 points aux championnats du monde de Göteborg. 
Elle devient championne d'Europe en salle du pentathlon en 1996 avec 4685 points. Aux jeux olympiques d'Atlanta elle finit dix-septième de l'heptathlon. 
Elle s'orientera dans la deuxième partie de sa carrière vers le triple saut et finira sixième des championnats du monde 1999 en salle à Maebashi.

## Palmarès
| Date | Compétition                    | Lieu      | Place | Épreuve     |
| ---- | ------------------------------ | --------- | ----- | ----------- |
| 1995 | Championnats du monde          | Göteborg  | 18e   | Heptathlon  |
| 1996 | Championnats d'Europe en salle | Stockholm | 1er   | Pentathlon  |
| 1996 | Jeux olympiques                | Atlanta   | 17e   | Heptathlon  |
| 1999 | Championnats du monde en salle | Maebashi  | 6e    | Triple saut |

## Records
| Épreuve             | Performance  | Lieu      | Date             |
| ------------------- | ------------ | --------- | ---------------- |
| Heptathlon          | 5 920 points | Göteborg  | 10 août 1995     |
| Pentathlon          | 4 735 points | Lipetsk   | 10 février 1996  |
| Triple saut (salle) | 14,83 m      | Samara    | 1er février 2001 |
| Triple saut         | 14,41 m      | Vilamoura | 30 mai 1998      |